# Leuctra pasquinii
Leuctra pasquinii är en bäcksländeart som beskrevs av Giovanni Consiglio 1958. Leuctra pasquinii ingår i släktet Leuctra och familjen smalbäcksländor. Inga underarter finns listade i Catalogue of Life.